# Windorf
Windorf là một đô thị ở huyện Passau bang Bayern thuộc nước Đức.